# Сирійсько-турецький кордон

Загальна протяжність — 822 км Туреччина — помаранчева, Сирія — зелена

Сирійсько-турецький кордон — сучасний кордон між Сирією і Туреччиною. Сучасних обрисів набув у 1939 році після анексії турками держави Хатай. Сучасна протяжність — 822 кілометра. Кордон простягається по північній частині Месопотамії, перетинає Євфрат і впирається в Тигр на сході. Проходить приблизно по 37-й паралелі, між 37-го і 42-го східними меридіанами. На заході огинає турецьку провінцію Хатай по річці Оронт і виходить до узбережжя Середземного моря біля гори Джебель аль-Акра в сирійській провінції Латакія.

## Історія

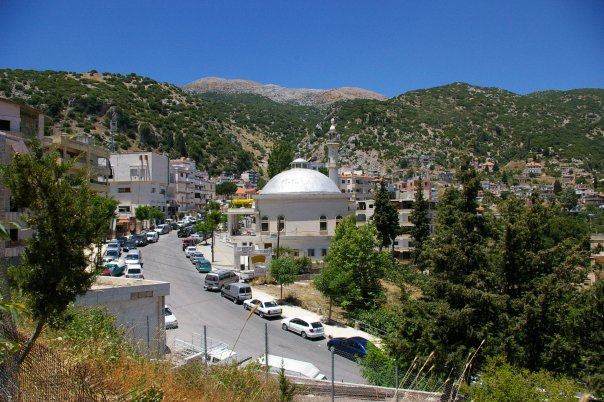
Сирійське місто Кесаб, з вершини гори Джебель аль-Акра (Туреччина)

Сучасний турецько-сирійський кордон — результат, перш за все, розділу Османської імперії після Першої світової війни, на основі Угоди Сайкса — Піко між Францією, Великою Британією та Росією в 1916 році. Згідно умов договору, спочатку прикордонною лінією виступали межі Держави Алеппо, а Сирійської Республіки, яка до 1946 року знаходилася під управлінням Франції.
Єдиною зміною лінії кордону, яка була сформована в 1916 році, стала анексія Туреччиною провінції Хатай в 1939 році. Згідно франко-турецького договору, укладеного 20 жовтня 1921 року Александреттський санджак був виділений в особливу автономну адміністративну одиницю всередині французького мандата, адже в ньому, окрім арабів і вірмен, проживало немало турків. До 1925 року, коли території, що управлялися французами були розділені на п'ять державних утворень, Александреттський санджак входив до складу держави Алеппо, а після створення в 1925 році підмандатної Франції Сирійської Республіки санджак увійшов до її складу. У 1936 році президент Туреччини Ататюрк придумав для Александреттського санджаку назву «Хатай», і підняв у Лізі Націй «Хатайське питання». Незабаром провінція отримала автономний статус у складі Сирійської Республіки, а в 1938 році і незалежність, утворивши нову державу — Хатай. У лютому 1939 року її законодавча асамблея прийняла всі турецькі закони, а в березні зробила турецьку ліру офіційною грошовою одиницею. 29 червня 1939 року Хатай був анексований Туреччиною. У цей час в Європі розпочалася Друга світова війна і тому приєднання, яке здійснив новий президент Туреччини Ісмет Іненю, не викликало жодних заперечень зі сторони Франції.
З 1952 року, з часу вступу Туреччини в НАТО, державний кордон є також кордоном блоку. У 2011 році, коли в Сирії розпочалася громадянська війна, кордон став місцем напруги, де нерідко відбуваються збройні сутички, також з початком війни кордон перейшли кілька мільйонів сирійських біженців, які втікали від війни.

## Географія
Із заходу на схід кордон розпочинається на узбережжі Середземного моря на південь від гори Джебель аль-Акра. Далі він прямує на північний захід, проходячи по річці Оронт, потім повертає на схід в районі прикордонних пропускного пункту Баб-ель-Хава біля міст Алеппо та Іскендерун. Далі лінія повертає на північ і прямує до стику турецьких провінцій Хатай і Газіантеп, де різко повертає на схід біля сирійського міста Мейдан-Экбес.
Далі лінія кордону прямує відносно рівною лінією, паралельно залізничній гілці Багдадської залізниці. З турецької сторони весь час проходить по краю регіону Південно-Східна Анатолія, а зі сторони Сирії — по черзі йдуть провінції Алеппо, Ракка і Ель-Хасак, де кордон впирається в прикордонний стик трьох держав (Сирії, Туреччини та Ірану), який розташовується на річці Тигр.

## Прикордонні пункти
Із заходу на схід (неповний список):
| Туреччина               | Сирія              | Деталі                      |
| ----------------------- | ------------------ | --------------------------- |
| Yayladağı Gümrük Kapısı | Кесаб              | автомобільний               |
| Karbeyaz                | Azmārīn            |                             |
| Рейханли                | Баб-ель-Хава       | автомобільний               |
| Öncüpınar Sınır Kapısı  | Bab al-Salameh     | автомобільний               |
| Ислахие                 | Ekbez              | залізничний                 |
| Çobanbey                | Ахтерин            | залізничний                 |
| Каркамиш                | Джераблус          | автомобільний               |
| Mürşitpınar             | Айн-ель-Араб       | залізничний                 |
| Акчакале                | Ет-Телль-ель-Абьяд | автомобільний               |
| Джейланпинар            | Рас-ель-Айн        | автомобільний               |
| Şenyurt                 | Al-Darbasiyah      | автомобільний               |
| Нусайбин                | Ель-Камишли        | автомобільний і залізничний |
| Джизре                  | Ain Dīwār          | автомобільний               |